# Victoria Falls, Zimbabwe
Victoria Falls (Cascadele Victoria) este un oraș de graniță, în provincia Matabeleland North din Zimbabwe, situat pe malul opus a lui Zambezi la altitudinea de 1.200 m deasupra n.m. vizavi de orașul Livingstone, Zambia. Cele două orașe sunt legate prin două poduri peste Zambezi unul de cale ferată și un pod  pentru circulația rutieră. Adâncimea defileul fluviului sub pod depășește 100 de m, în apropiere fiind Cascada Victoria și granița cu Zambia. Principalul venit economic al orașului fiind turismul puncte de atracție fiind Cascada Victoria și Parcul Național Hwange (13.468 km²). In apropiere fiind un aaeroport internațional, există de asemenea o stație de cale ferată cu  legături spre orașul Bulawayo.

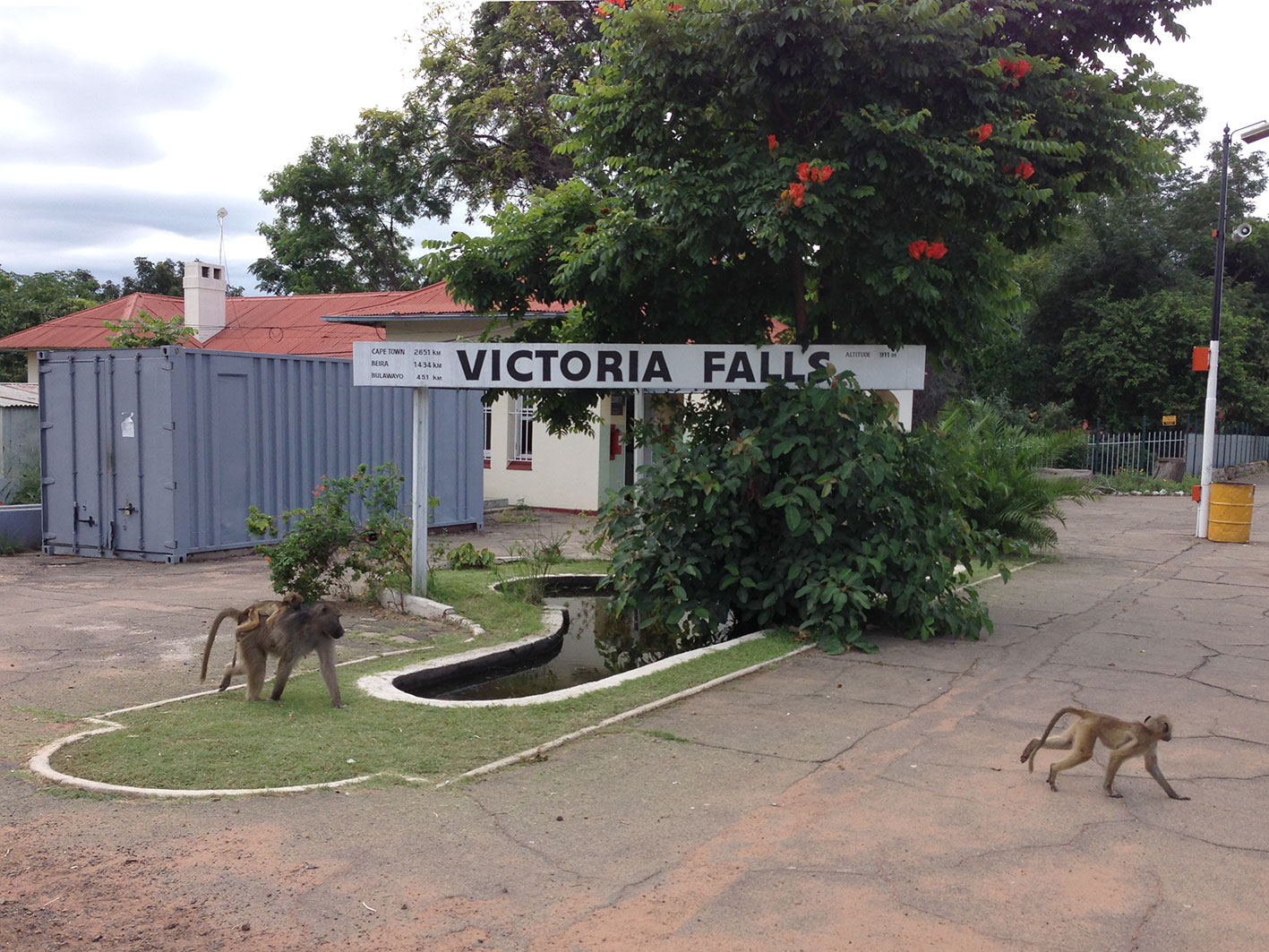
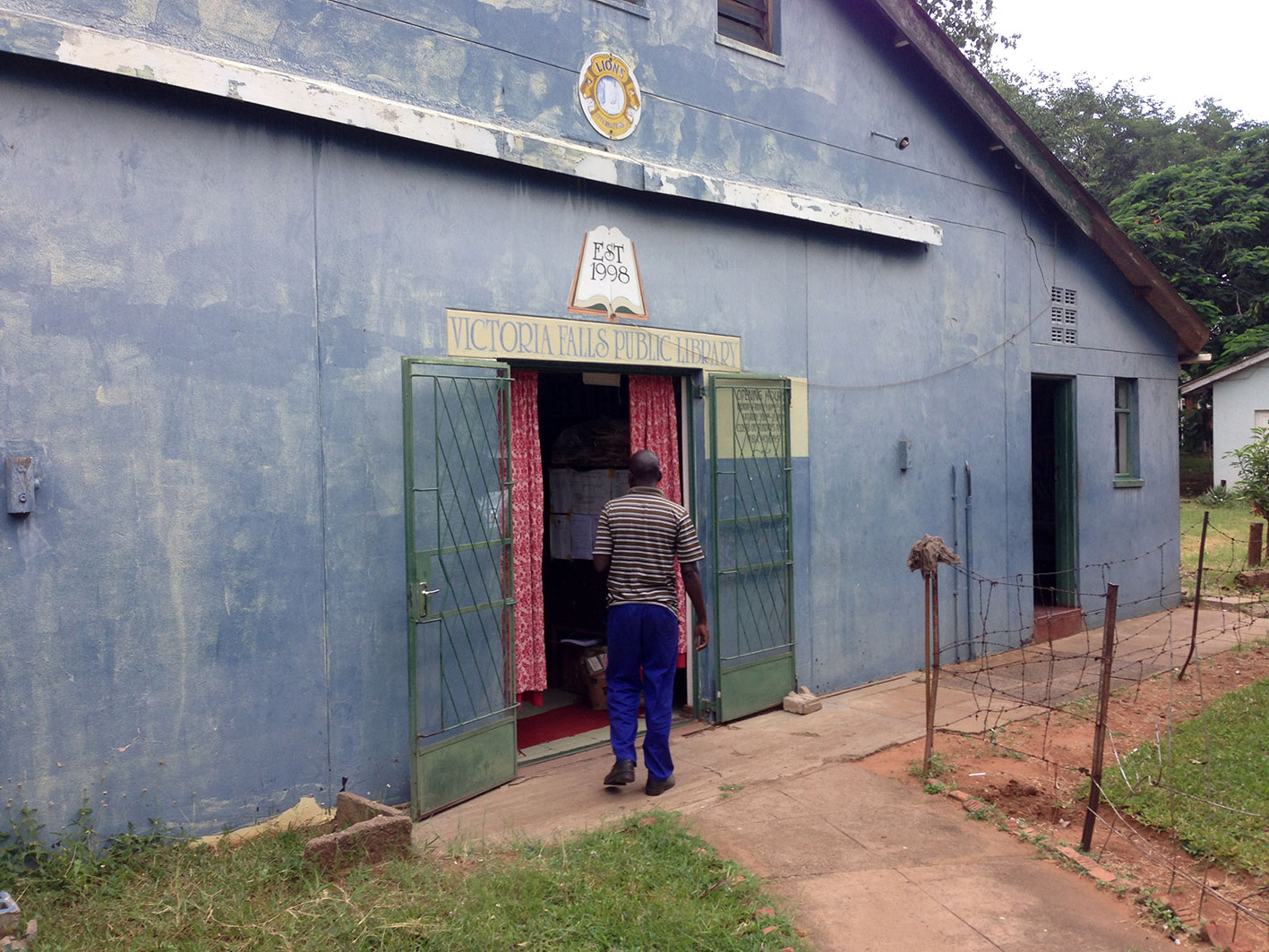
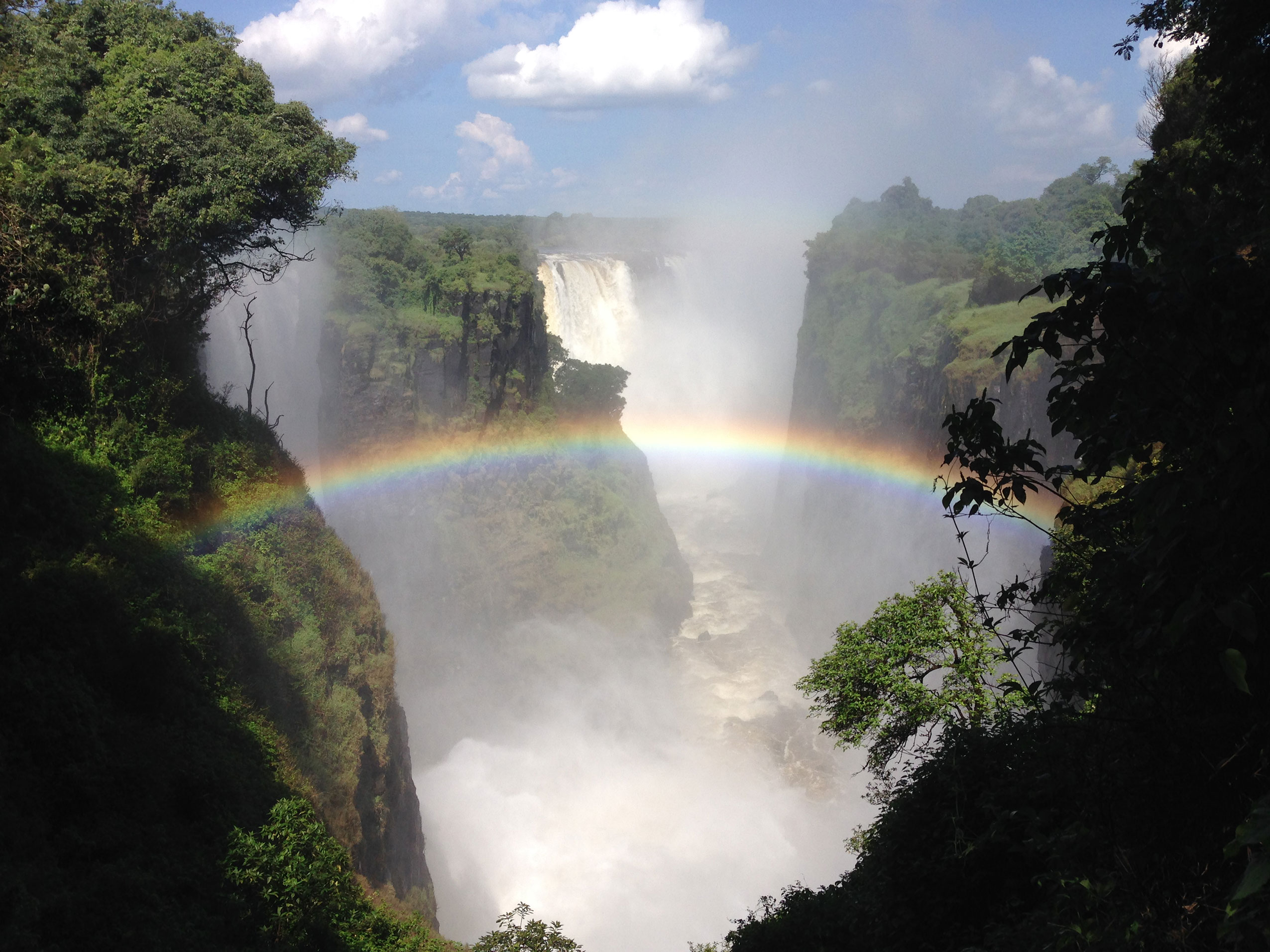
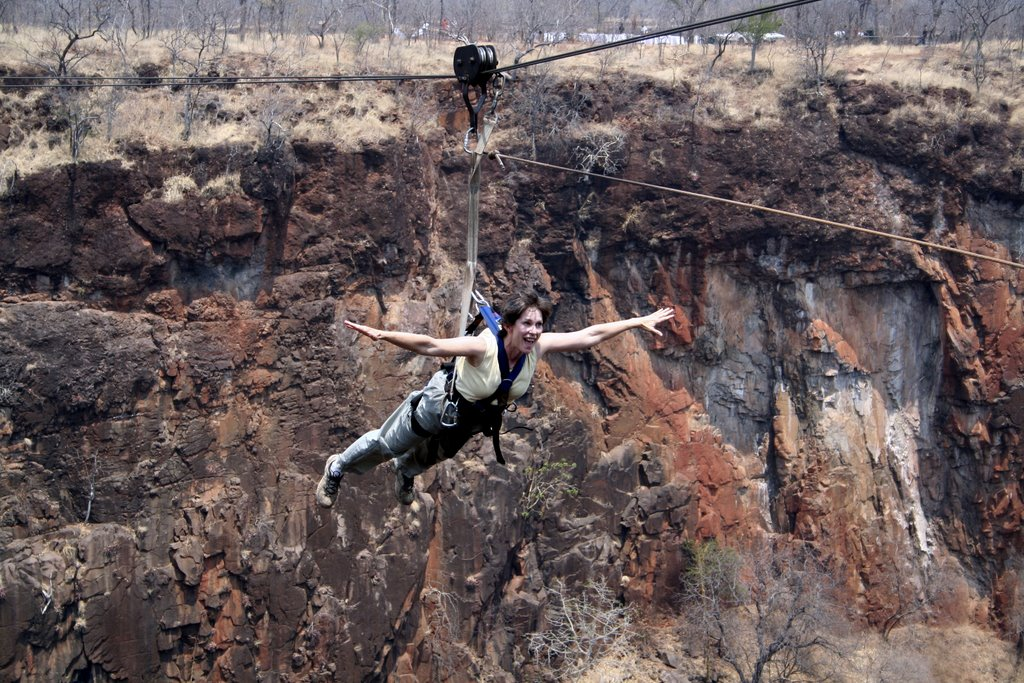
Atracție turistică peste Zambezi